# Вторгнення на Гоцо (1551)

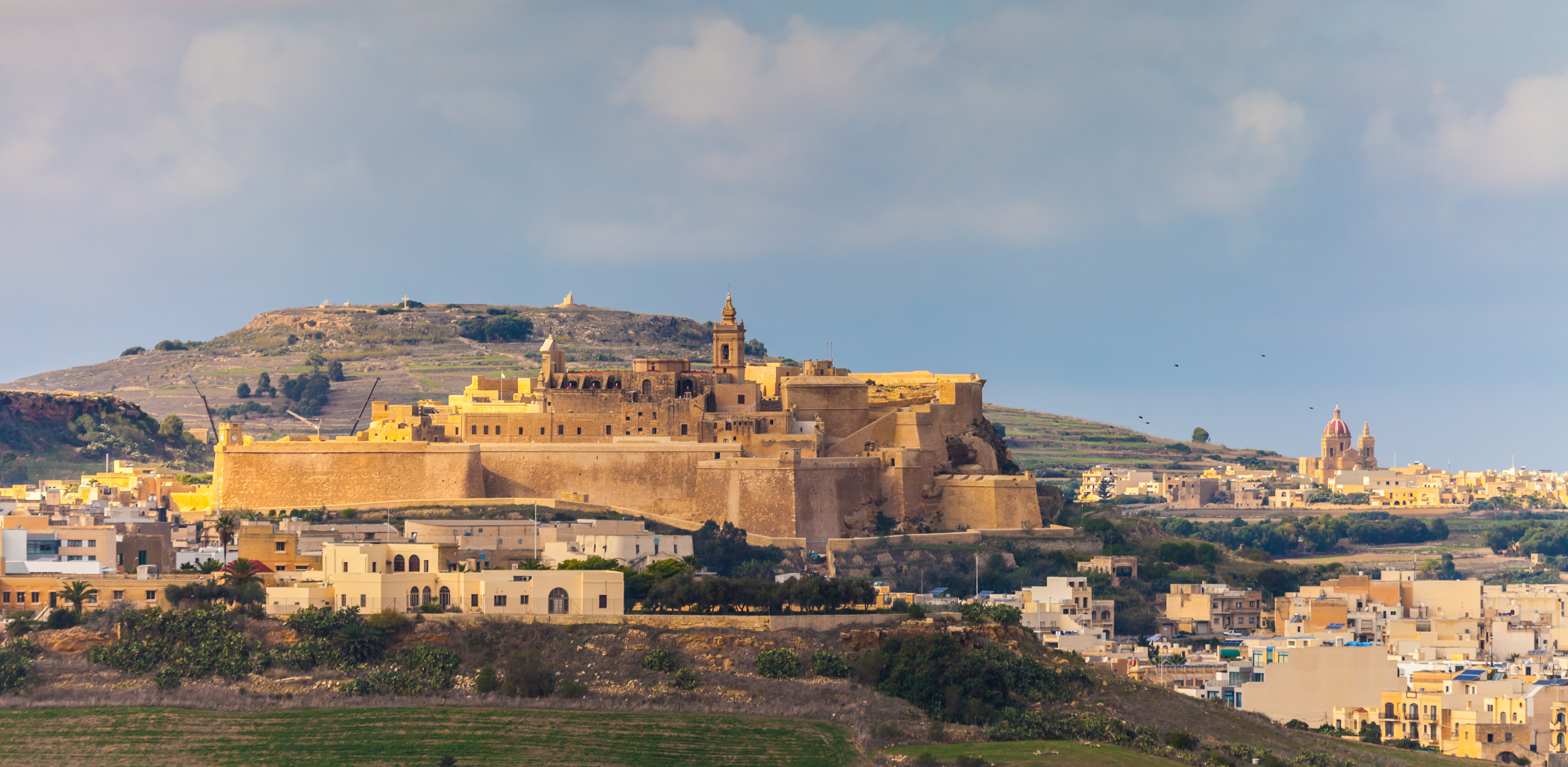
Цитадель на Гоцо

Вторгнення на Гоцо — напад і пограбування флотом Османської імперії на чолі з Сінан-пашею і Тургут-реїсом острова Гоцо в липні 1551 р., в результаті якого було поневолене та вивезене з острова майже усе християнське населення цього острова. Вторгнення на Гоцо відбулось відразу після невдалої спроби завоювання сусіднього острова Мальта 18 липня 1551 р. Після пограбування Гоцо, цей самий османський флот здійснив успішну облогу і захоплення Триполі.

## Напад

Острів Гоцо (червоний), поблизу Мальти.

### Мальта
Командуючим османським флотом був Сінан-паша у супроводі капітанів Саліх-реїса та Тургут-реїса. Османське військо спочатку висадились на Мальті, в гавані Марсамшетта. Їх 10-тисячна армія рушила на Біргу та форт Сент-Анджело. Зрозумівши, що ці укріплення були занадто потужні, щоб їх легко було завоювати, османи рушили на Мдіну, грабуючи та спалюючи по дорозі навколишні поселення. Тим часом лицарі в Мдіні під командуванням фра Віллеганіона закликали жителів околиць шукати притулку в місті та допомагати його захищати. Коли османи прибули, вони виявили у місті великий гарнізон захисників і знову відмовились від нападу на місто, оскільки не бажали втягуватись в довгу облогу. Тим часом європейський флот, направлений на допомогу мешканцям острова, атакував османські кораблі, які стояли на якорях біля Марсамшетта, що спонукало османську армію покинути острів без здійснення бойових дій.

### Гоцо

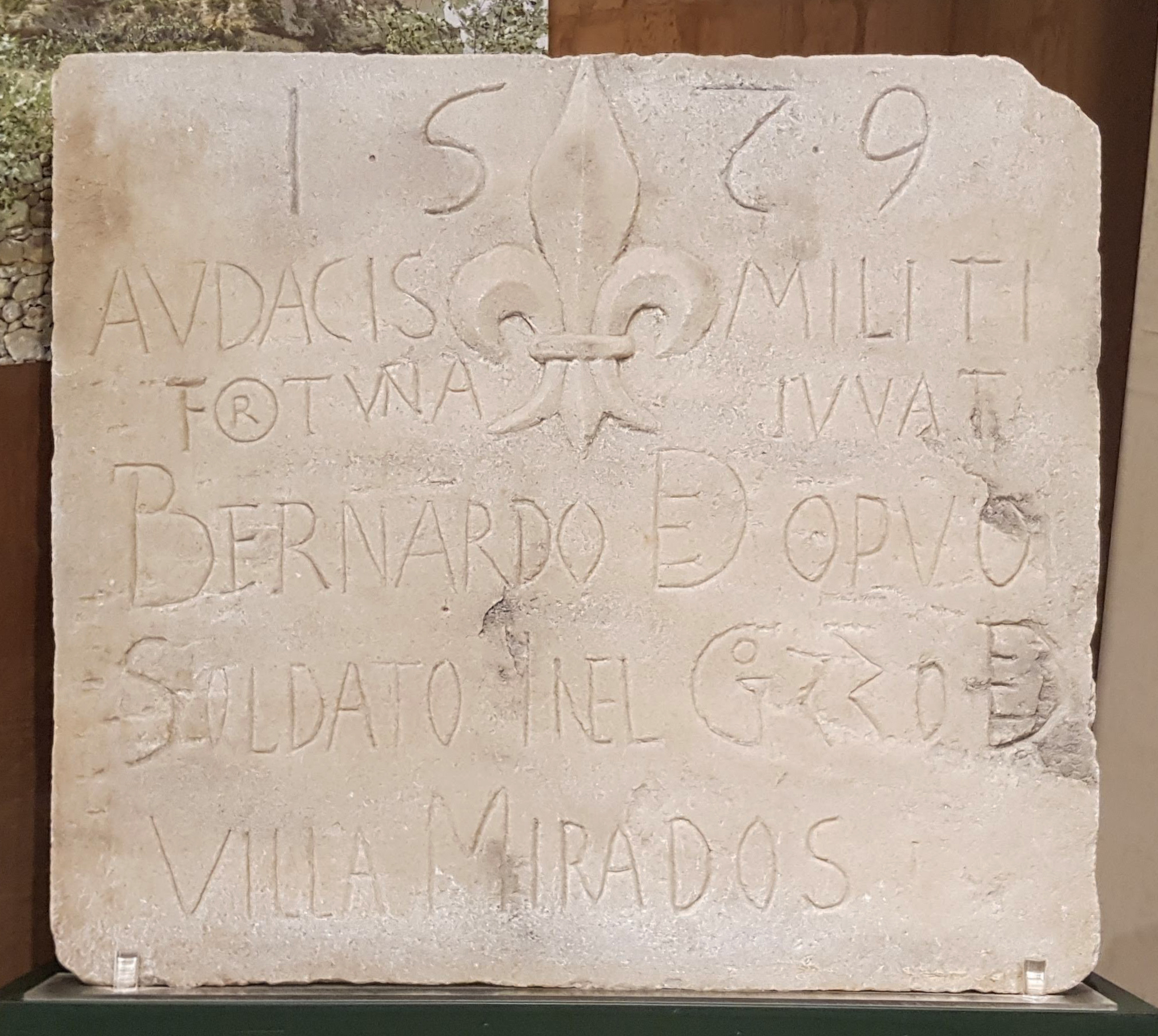
Оригінальна меморіальна дошка встановлена на будинку Бернардо де Опуо

Після відходу з Мальти, османи вирішили напасти на сусідній острів Гоцо, який знаходився під командуванням губернатора Гелатіана де Сесса. Після кількох днів обстрілу Цитаделі (мальт. Iċ-Ċittadella) в Рабаті, Де Сесса спробував вступити в переговори з Сінан-пашею, проте останній відхилив запропоновані умови. Через кілька днів цитадель капітулювала. Близько 300 людей втекли з фортеці, спустившись по її стінах і сховалися від османів. Решта 6 000 осіб, у тому числі губернатор де Сесса і лицарі-госпітальєри, були взяті в полон і 30 липня були вивезені з Гоцо на османських кораблях до Триполі. Османи пощадили лише ченця та сорок літніх гозитанів.
Згідно з легендою, один із захисників на ім'я Бернардо Дюпуо (також відомий як Бернардо да Фонте або де Опуо) хоробро бився і коли османи прорвались у стіни міста вбив власну дружину та двох дочок, перш ніж він сам був убитий нападниками, віддавши перевагу смерті перед рабством. Його іменем названа вулиця в цитаделі, а біля його будинку лежить пам'ятна табличка з описом його загибелі.

## Наслідки
Оскільки після османського рейду на Гоцо майже не залишилось населення, Орден Святого Іоанна заохочував сім'ї з Мальти заселити острів. Однак знадобилось близько 150 років, щоб населення острова досягло рівня 1551 року. Кілька гозитанів зуміли викупитися з рабства, наприклад, видатний преподобний Лоренцо де Апапіс, який повернувся в Гоцо в 1554 р.

Після нападу Великий магістр (гроссмейстр) ордену госпітальєрів Хуан де Омедес створив комісію в складі інженерів Леоне Строцці та П'єтро Пардо для вивчення укріплень Мальтійських островів та внесення пропозицій щодо їх подальших удосконалень. Хуан де Омедес збільшив оподаткування та зміцнив прибережну охорону Дейму . За дорученням Строцці та Пардо для кращого захисту Великої гавані були побудовані форти Сент-Мікель та Сент-Ельмо, зведені укріплення Сенглеї, та зміцнені існуючі бастіони в Мдіні та Біргу.

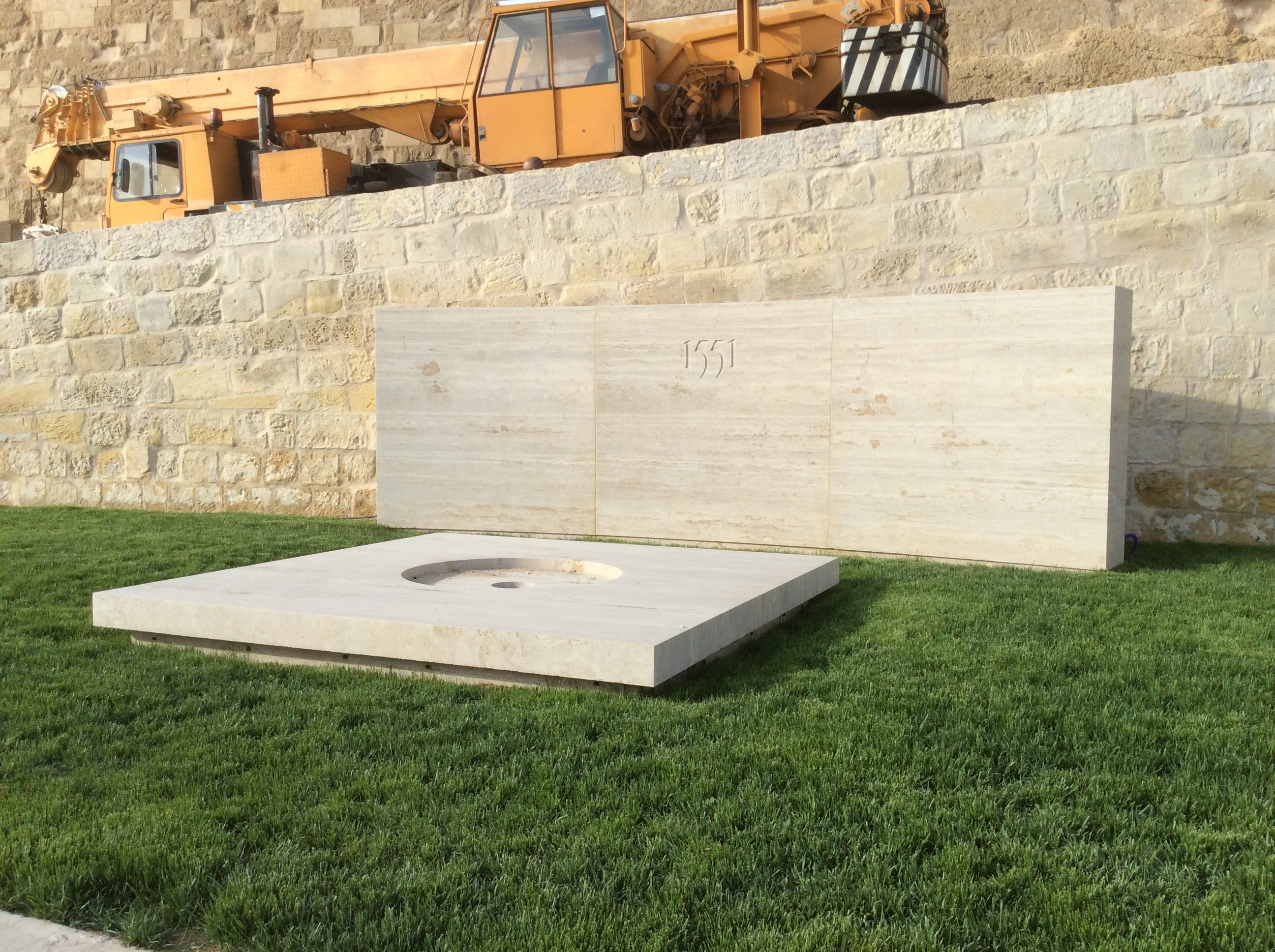
Меморіал біля Цитаделі

Неспроможність захопити в 1551 році усі Мальтійські острови була однією з причин Великої облоги Мальти в 1565 році. Ще дві невдалі атаки були здійснені на Гоцо в 1613 і 1709 рр.
Під час пограбування Гоцо османи зруйнували архіви університету. Єдиними збереженими записами, що стосуються Гоцо до 1551 року, є кілька документів в Нотаріальному архіві, а також деякі записи в архівах Палермо, Сицилія.

## Спадщина

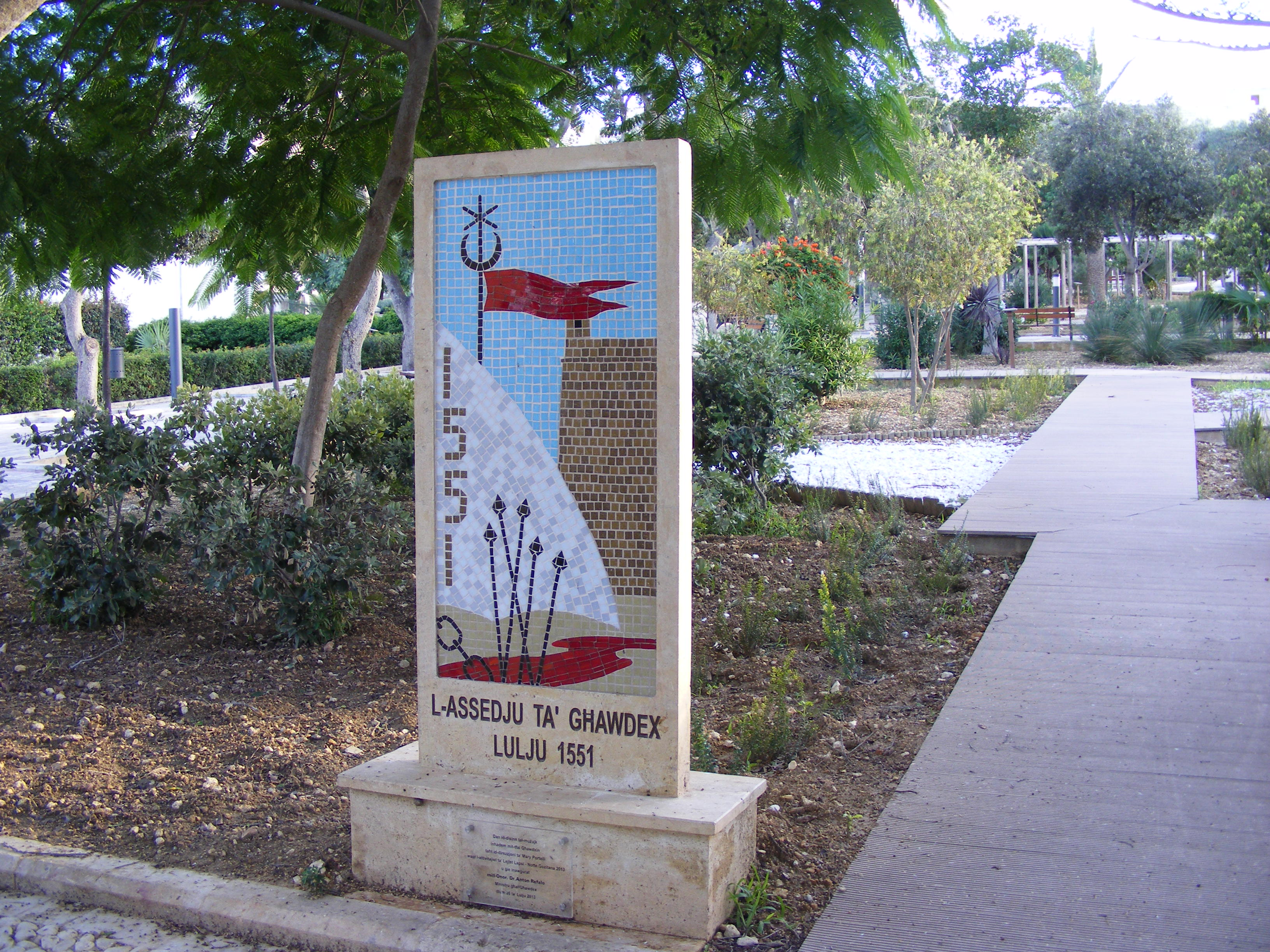
Меморіал нападу 1551 року в садах вілли Рундл

Учні 5 класу школи Сан-Андреа у 1997 році здійснили реконструкцію вторгнення, а також випустили відеозапис під назвою «Казка про місто Гозітан». Школярі виконували ролі турецьких загарбників, лицарів або мальтійських селян, а зйомки проводилися на шхуні «Шарлотта Луїза».
31 липня 2009 року Din l-Art Ħelwa створив музичну розповідь про вторгнення в Бастіон Святого Михайла в Цитаделі. Твір був зосереджений на легенді про дона Бернардо де Опуо.
У 2013 році в садах вілли Рундл у Вікторії на Гоцо був встановлений меморіал облозі.
Облога Гоцо представлена в книзі Мартезе Фенек «Вісім вказівних хрестів» (2011), яка є частиною її історичної вигаданої серії, події якої відбуваються на Мальті.
Вторгненню на Гоцо присвячено багато уваги в книзі Дороті Даннетт «Безладні лицарі» (1966), яка є частиною її художнього серіалу «Хроніки Лімонда» .